# Georges Goychman
Georges Goychman, né le 24 janvier 1914 à Paris et mort le 23 mai 1981 dans la même ville, est un militaire français, Compagnon de la Libération. Mobilisé au début de la seconde guerre mondiale, il choisit de se rallier à la France libre en 1940 et participe aux combats en Afrique et en Europe. Après la guerre, il poursuit sa carrière militaire jusqu'au grade de général de brigade.

## Biographie

### Jeunesse et engagement
Enfant d'un couple d'immigrés russes, Georges Goychman naît le 24 janvier 1914 à Paris. Son père, naturalisé français par engagement dans l'armée, est tué en 1915 dans les combats de la première guerre mondiale. Sa mère élève donc seule le petit Georges qui est fait pupille de la Nation
. Après un début de scolarité dans le 11e arrondissement, il devient à 14 ans photographe retoucheur avant de reprendre ses études quatre ans plus tard. Titulaire du baccalauréat, il entre à l'université mais échoue à l'oral d'une licence de physique, bien qu'ayant réussi à l'écrit. Il effectue pendant quelques mois des remplacements en tant qu'instituteur avant d'être appelé sous les drapeaux en 1938. il est alors affecté dans l'artillerie à Poitiers.

### Seconde Guerre mondiale
Élève officier de réserve lors de son service militaire, Georges Goychman est maintenu dans l'armée du fait du déclenchement de la seconde guerre mondiale et promu sous-lieutenant. Affecté au 161e régiment d'artillerie, il commande une section dans le secteur de Verdun. Attiré par l'aviation, il demande et obtient de devenir observateur en avion et est muté à l'école d'observateurs de Dinard en janvier 1940. Il obtient son brevet le 1er juin suivant mais, face à l'avancée des troupes allemandes, doit se replier vers Pau avec l'ensemble des personnels de l'école. Refusant l'armistice du 22 juin 1940, il s'enfuit le 25 juin en direction de l'Algérie à bord d'un avion piloté par Francis Melville-Lynch. Arrivé à Oran, il est affecté le mois suivant à Rabat dans l'armée d'armistice puis démobilisé le 31 août. Toujours désireux de poursuivre le combat, il décide de se rallier à la France libre et embarque à Tanger dans un navire qui le mène à Gibraltar puis en Angleterre où il arrive en octobre 1940. Engagé dans les forces aériennes françaises libres, il est aussitôt promu lieutenant et affecté à l'aérodrome d'Odiham où il commande une section d'élèves pilotes. Il quitte l'Angleterre le 1er juin 1941 et est affecté sur la base de Rayak dont il commande le parc aérien avant d'être muté au groupe de bombardement Lorraine le 1er octobre de la même année.
Au sein du Lorraine, il prend part à la guerre du désert au-dessus de la Libye d'octobre 1941 à janvier 1942, totalisant vingt-quatre missions de bombardement. Détaché au personnel au sol de la base de Rayak pendant quatre mois, il retrouve le groupe Lorraine le 1er juin 1942 en étant affecté à l'escadrille Nancy. Avec le groupe de bombardement, il repart pour la Grande-Bretagne en octobre 1942 puis, comme tous les personnels du groupe, suit une période d'instruction et d'entraînement aux techniques de la Royal Air Force (RAF). En avril 1943, il retrouve le groupe Lorraine désormais intégré à la RAF. Il prend part aux opérations sur le front européen et participe à vingt-huit missions au-dessus de la France et des Pays-Bas. Alors qu'il bombarde des rampes de lancement de V1 le 23 décembre 1943, son appareil est touché par la Flak. Aux commandes de l'avion, son camarade d'évasion de 1940 Francis Melville-Lynch réussi à ramener le Boston en Angleterre mais doit se poser en catastrophe. Goychman et Melville-Lynch sont grièvement blessés alors que leurs deux mitrailleurs meurent dans le crash. De retour au combat, il est de nouveau blessé le 10 avril 1944 quand son appareil est touché par la défense antiaérienne mais s'en sort indemne le 8 mai suivant quand son avion est à nouveau atteint. Promu capitaine en juin 1944 et totalisant 51 missions de guerre, il quitte le groupe Lorraine en juillet 1944 pour servir comme officier de liaison auprès de l'état-major du général Kœnig commandant les forces françaises en Grande-Bretagne. En septembre 1945, il accompagne son ami Melville-Lynch à bord du B-17 offert au général Kœnig par Eisenhower afin de convoyer Thierry d'Argenlieu en Indochine,. Revenant ensuite en Europe via les États-Unis, l'équipage issu du groupe Lorraine réalise un tour du monde en 133 heures,.

### Après-Guerre
Poursuivant sa carrière militaire après la guerre, il est affecté au groupe de liaisons aériennes ministérielles sur la base aérienne de Villacoublay et est promu commandant. De janvier 1951 à avril 1952, il participe à la guerre d'Indochine en tant que navigateur et pilote. Promu lieutenant-colonel, il obtient un brevet de pilote d'hélicoptère en juin 1956 puis prend part à la guerre d'Algérie de 1957 à 1958 en commandant le poste de Tlemcen. Promu colonel en avril 1961, il devient général de brigade en 1965 et prend sa retraite la même année avant d'être placé en 2e section en 1970.
Georges Goychman meurt le 23 mai 1981 à Paris et est inhumé à Orly, dans le Val-de-Marne.

## Décorations
|  |  |  |  |  |  |
|  |  |  |  |  |  |
|  |  |  |  |  |  |

| Commandeur de la Légion d'honneur                                           | Commandeur de la Légion d'honneur           | Commandeur de la Légion d'honneur           | Compagnon de la Libération Par décret du 20 novembre 1944   | Compagnon de la Libération Par décret du 20 novembre 1944   | Compagnon de la Libération Par décret du 20 novembre 1944   | Croix de guerre 1939-1945                                            | Croix de guerre 1939-1945                                            | Croix de guerre 1939-1945                                            |
| Croix de la Valeur militaire Avec une palme                                 | Croix de la Valeur militaire Avec une palme | Croix de la Valeur militaire Avec une palme | Médaille coloniale Avec agrafes "Libye" et "Extrême-Orient" | Médaille coloniale Avec agrafes "Libye" et "Extrême-Orient" | Médaille coloniale Avec agrafes "Libye" et "Extrême-Orient" | Médaille commémorative des services volontaires dans la France libre | Médaille commémorative des services volontaires dans la France libre | Médaille commémorative des services volontaires dans la France libre |
| Médaille commémorative des opérations de sécurité et de maintien de l'ordre |                                             |                                             |                                                             |                                                             |                                                             |                                                                      |                                                                      |                                                                      |